# Cronache di Froissart

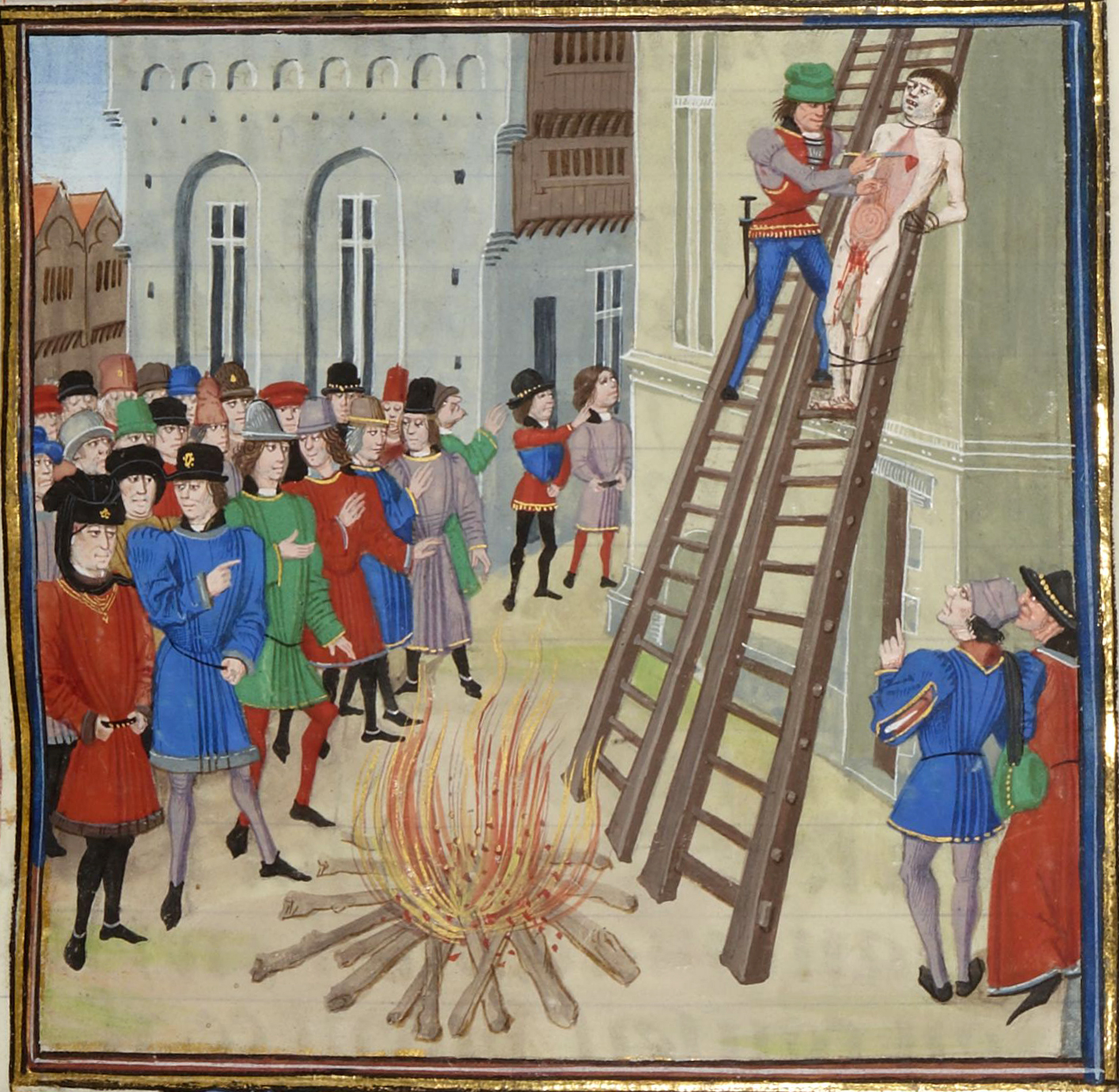
Esecuzione di Ugo Despenser il Giovane, miniatura da uno dei più noti manoscritti delle Chronicles.

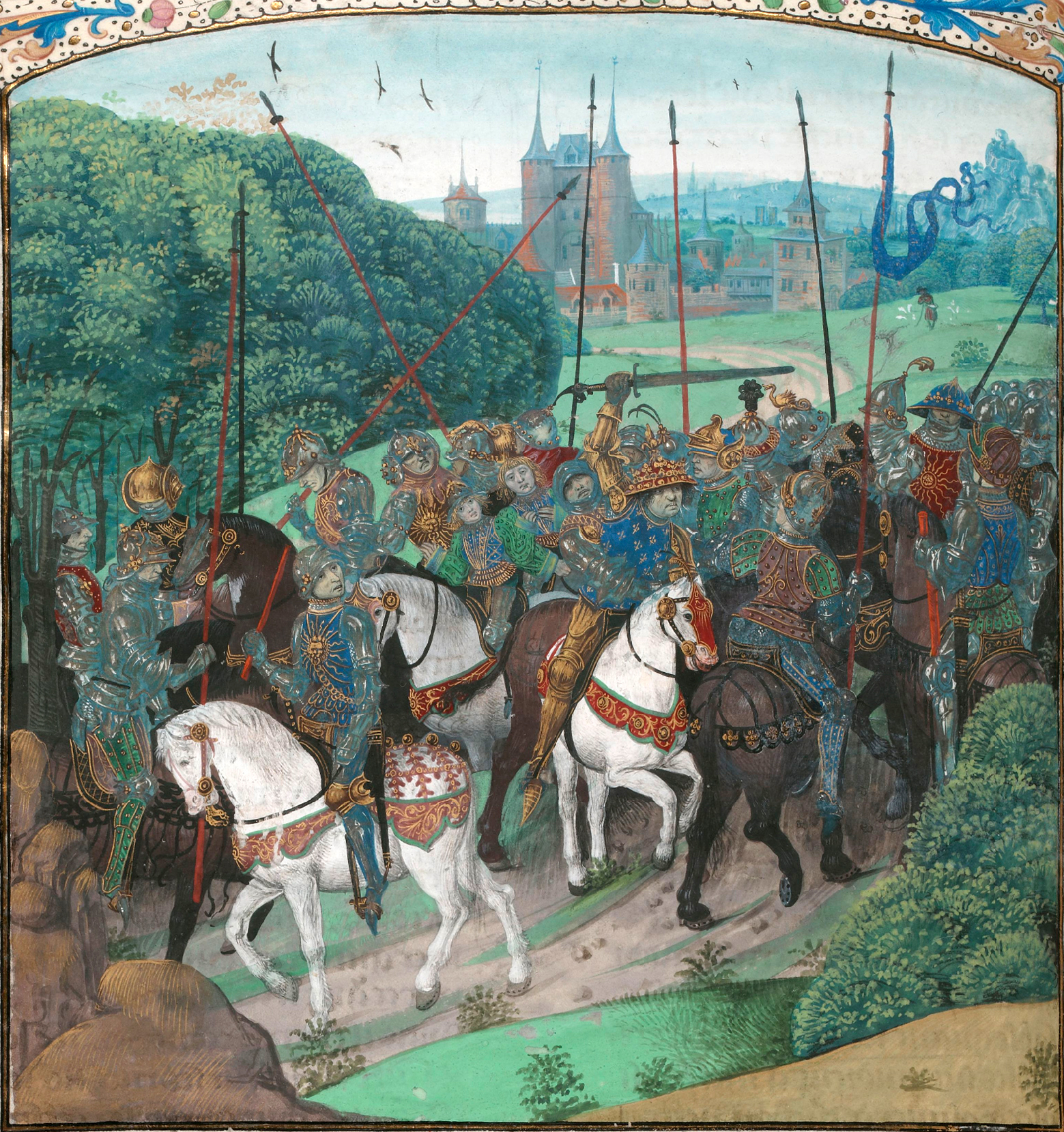
Carlo VI di Francia attacca i suoi compagni in un impeto di follia.

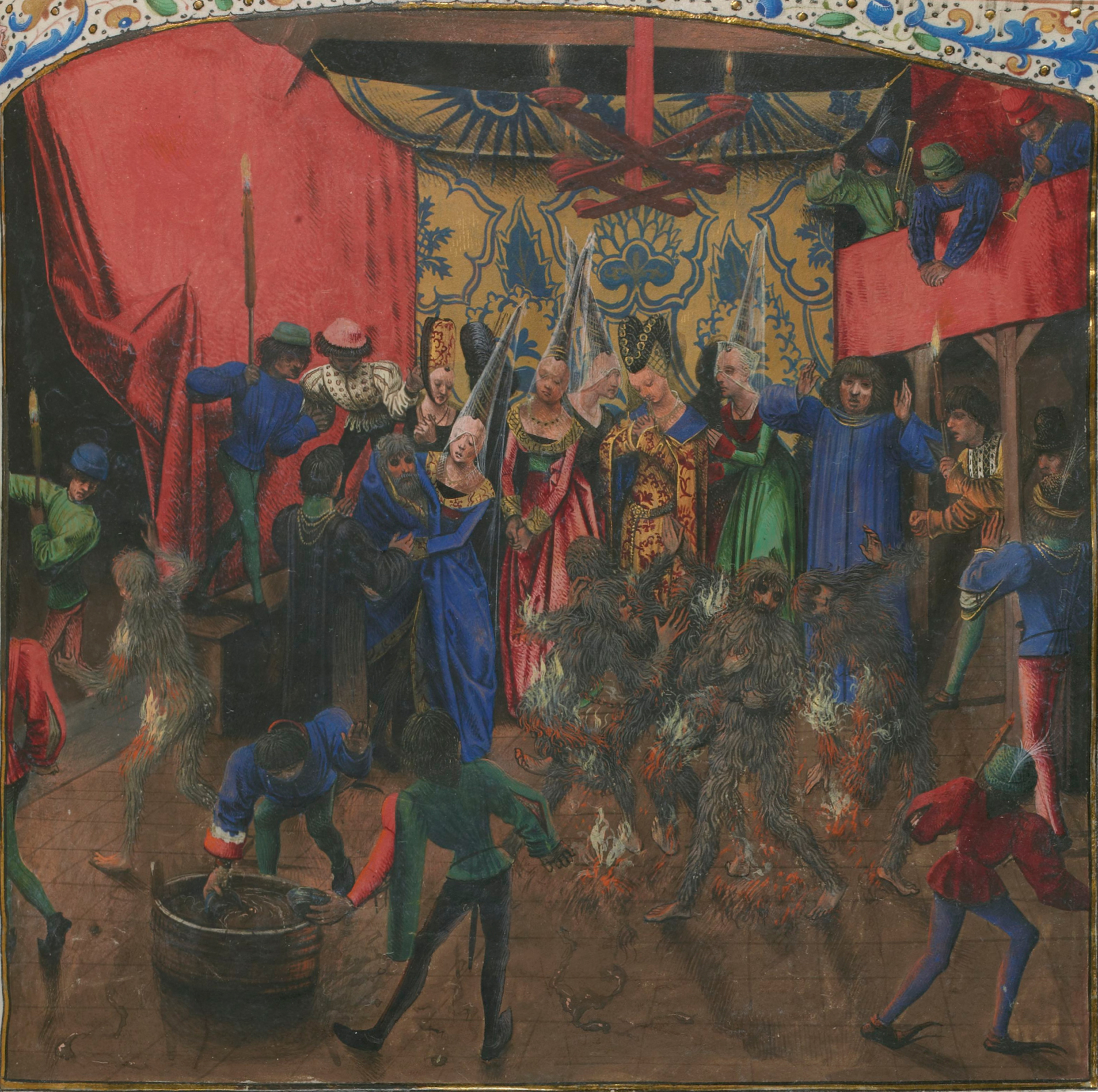
Il Ballo degli Ardenti nella Gruuthuse MS: Carlo VI rannicchiato sotto la gonna di Giovanna II d'Alvernia nella metà sinistra dell'immagine, e danzatrici ardenti al centro.

Le Cronache di Froissart (in inglese Chronicles e in francese Chroniques) sono una storia in prosa della guerra dei cent'anni scritta nel XIV secolo da Jean Froissart. Le Cronache si aprono con gli eventi che portarono alla deposizione di Edoardo II d'Inghilterra nel 1326, e coprono il periodo fino al 1400, raccontando eventi avvenuti nell'Europa occidentale, principalmente in Inghilterra, Francia, Scozia, Paesi Bassi e Penisola iberica, anche se a volte menziona anche altri paesi e regioni come Italia, Germania, Irlanda, Balcani, Cipro, Turchia e Nord Africa.
Per secoli le Cronache sono state riconosciute come l'espressione più alta della cultura cavalleresca dell'Inghilterra e della Francia del XIV secolo. L'opera di Froissart è percepita come di vitale importanza per la comprensione informata del XIV secolo europeo, in particolare della guerra dei cent'anni. Ma gli storici moderni riconoscono anche che hanno molte lacune come fonte storica: contengono date errate, hanno una geografia fuori luogo, danno stime inaccurate di dimensioni di eserciti e vittime di guerra, e potrebbero essere di parte a favore dei mecenati dell'autore.
Sebbene Froissart sia a volte ripetitivo o tratti argomenti apparentemente insignificanti, le sue descrizioni di battaglie sono vivaci e coinvolgenti. Per i periodi precedenti Froissart basò il suo lavoro su altre cronache esistenti, ma le sue esperienze, combinate con quelle dei testimoni intervistati, forniscono molti dettagli nei libri successivi. Sebbene Froissart non sia mai stato presente ad una battaglia, visitò Sluis nel 1386 per vedere i preparativi per un'invasione dell'Inghilterra. Fu presente ad altri eventi significativi come il battesimo di Riccardo II a Bordeaux nel 1367, l'incoronazione di Re Carlo V di Francia a Reims nel 1380, il matrimonio di Giovanni di Valois e Giovanna II d'Alvernia a Riom e il gioioso ingresso della regina francese Isabella di Baviera a Parigi, entrambi nel 1389.
Sir Walter Scott disse che Froissart aveva una "meravigliosa piccola simpatia" per i "contadini e gli zotici." È vero che Froissart spesso ometteva di parlare della gente comune, ma questo era in gran parte la conseguenza del suo dichiarato scopo di scrivere non una cronaca generale ma una storia delle gesta cavalleresche che avevano avuto luogo durante le guerre tra Francia e Inghilterra. Tuttavia, Froissart non era indifferente agli effetti delle guerre sul resto della società. Il suo libro II si concentra ampiamente sulle rivolte popolari in diverse parti dell'Europa occidentale (Francia, Inghilterra e Fiandre) e in questa parte delle Cronache l'autore dimostra spesso una buona comprensione dei fattori che avevano influenzato le economie locali e il loro effetto sulla società in generale. Sembra anche che avesse molta simpatia in particolare per la difficile condizione degli strati più poveri delle popolazioni urbane delle Fiandre.
Le Cronache sono un'opera di grande respiro e con le loro circa 1,5 milioni di parole, sono tra le opere più lunghe scritte in prosa francese nel basso Medioevo.  Sono state poche le edizioni complete moderne, ma il testo venne stampato dalla fine del XV secolo in poi. Enguerrand de Monstrelet continuò le Cronache fino al 1440, mentre Jean de Wavrin ne incorporò grandi parti nel suo lavoro. Il Compendium super origine et gestis Francorum di Robert Gaguin contiene molti elementi dell'opera di Froissart. Nel XV e XVI secolo le Cronache furono tradotte in olandese, inglese, latino, spagnolo, italiano e danese. Il testo delle Cronache di Froissart è conservato in più di 150 manoscritti, molti dei quali sono miniati, alcuni ampiamente.

## Antefatto

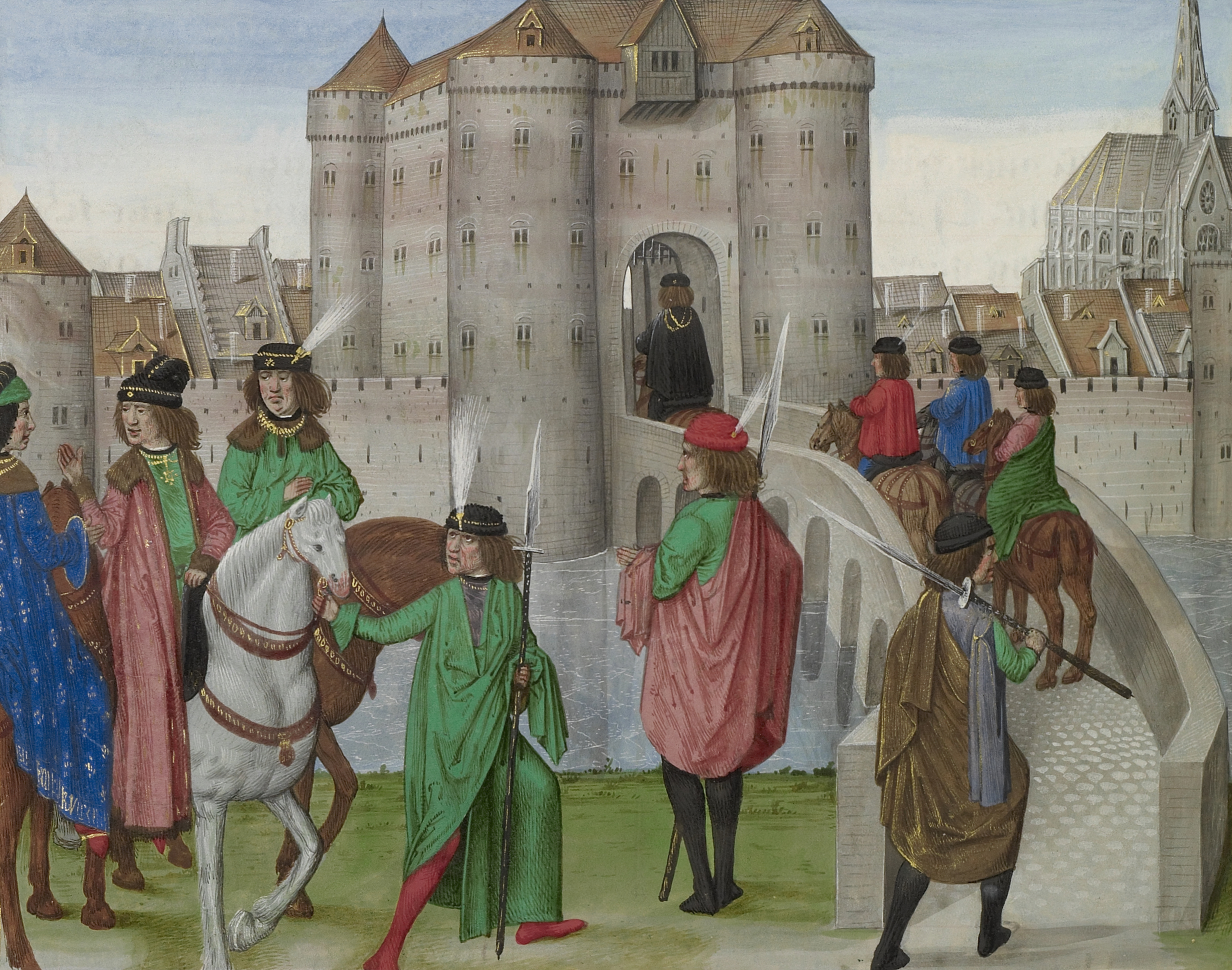
I duchi di Berry e Borgogna lasciano Parigi per incontrare il duca di Bretagna, miniatura del 1480-1483

Jean Froissart proveniva da Valenciennes nella Contea di Hainaut, situata nella punta occidentale del Sacro Romano Impero, confinante con la Francia (ora è in Francia). Sembra provenisse da quello che oggi chiameremmo un ceto medio, ma trascorse gran parte della sua vita di adulto a corte e assunse la visione del mondo dell'aristocrazia feudale del tardo medioevo, che inizialmente rappresentava i suoi lettori. Sembra che si sia guadagnato da vivere come scrittore, ed era un poeta francese notevole ai suoi tempi. Verso la fine della sua vita prese l'ordine sacro, e ricevette un profittevole beneficio ecclesiastico.
Scrisse per la prima volta una cronaca in rima sulla regina inglese Filippa di Hainaut, alla quale lo donò nel 1361 o 1362. Il testo di questa prima opera storica, che lo stesso Froissart menzionò nel prologo delle sue Cronache, è considerato di solito completamente perso, ma alcuni studiosi hanno sostenuto che un manoscritto del XIV secolo contenente una cronaca in rima, di cui i frammenti sono ora conservati nelle biblioteche di Parigi e Berlino, possono essere identificati come la cosiddetta "cronaca perduta".

## Sommario

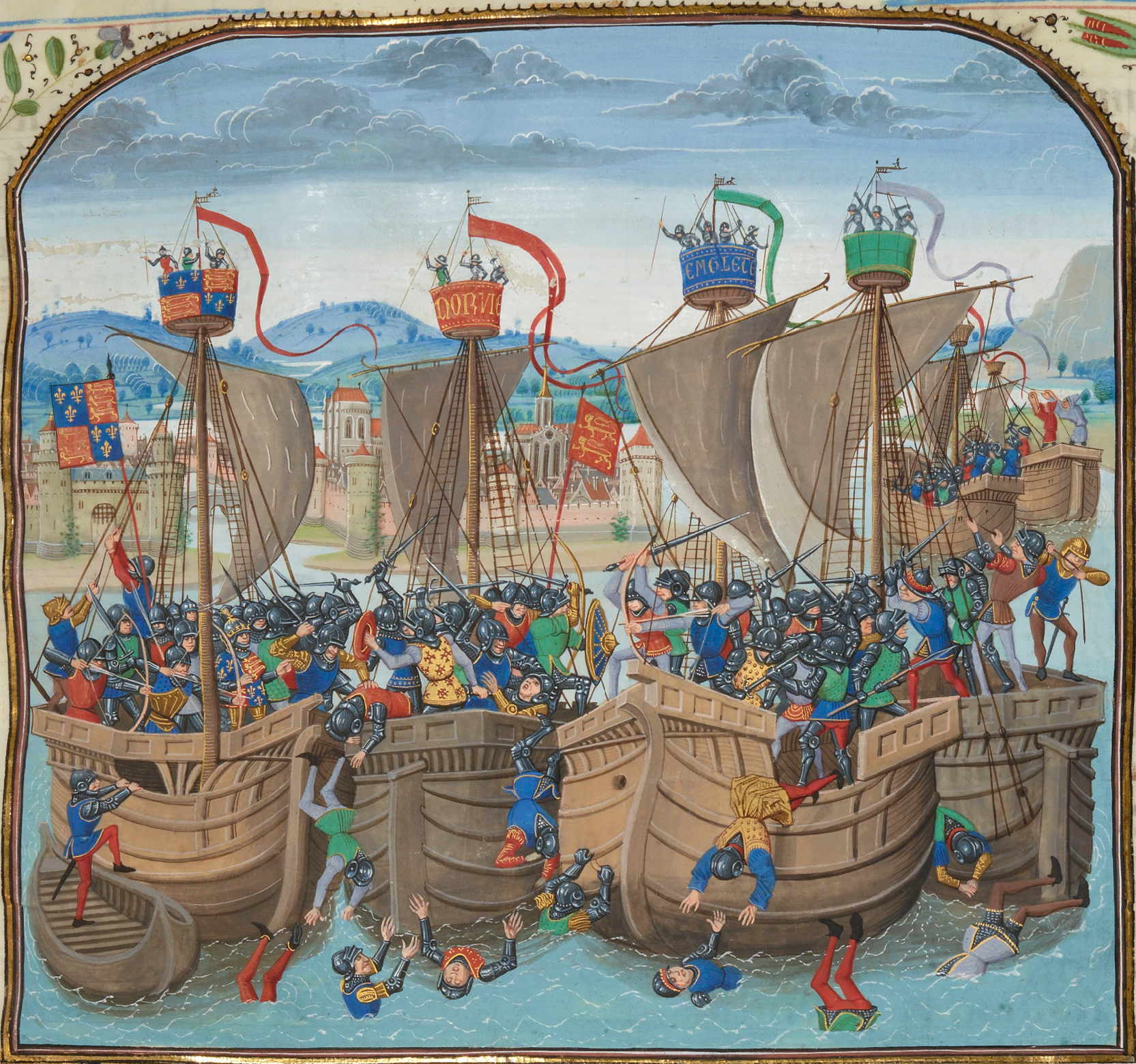
La Battaglia di Sluis, 1340, in Gruuthuse MS

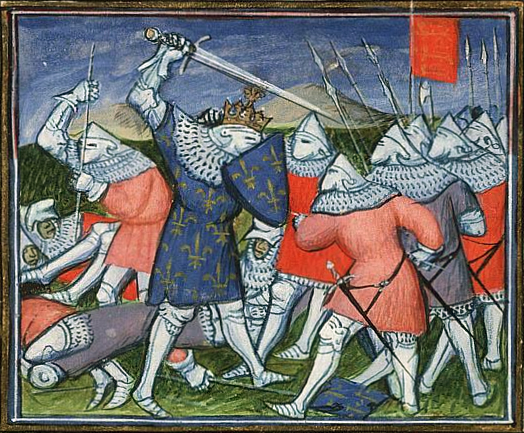
La battaglia di Poitiers nel 1356, in un manoscritto del 1410 circa, che mescola scene di guerra con sfondi naturali.

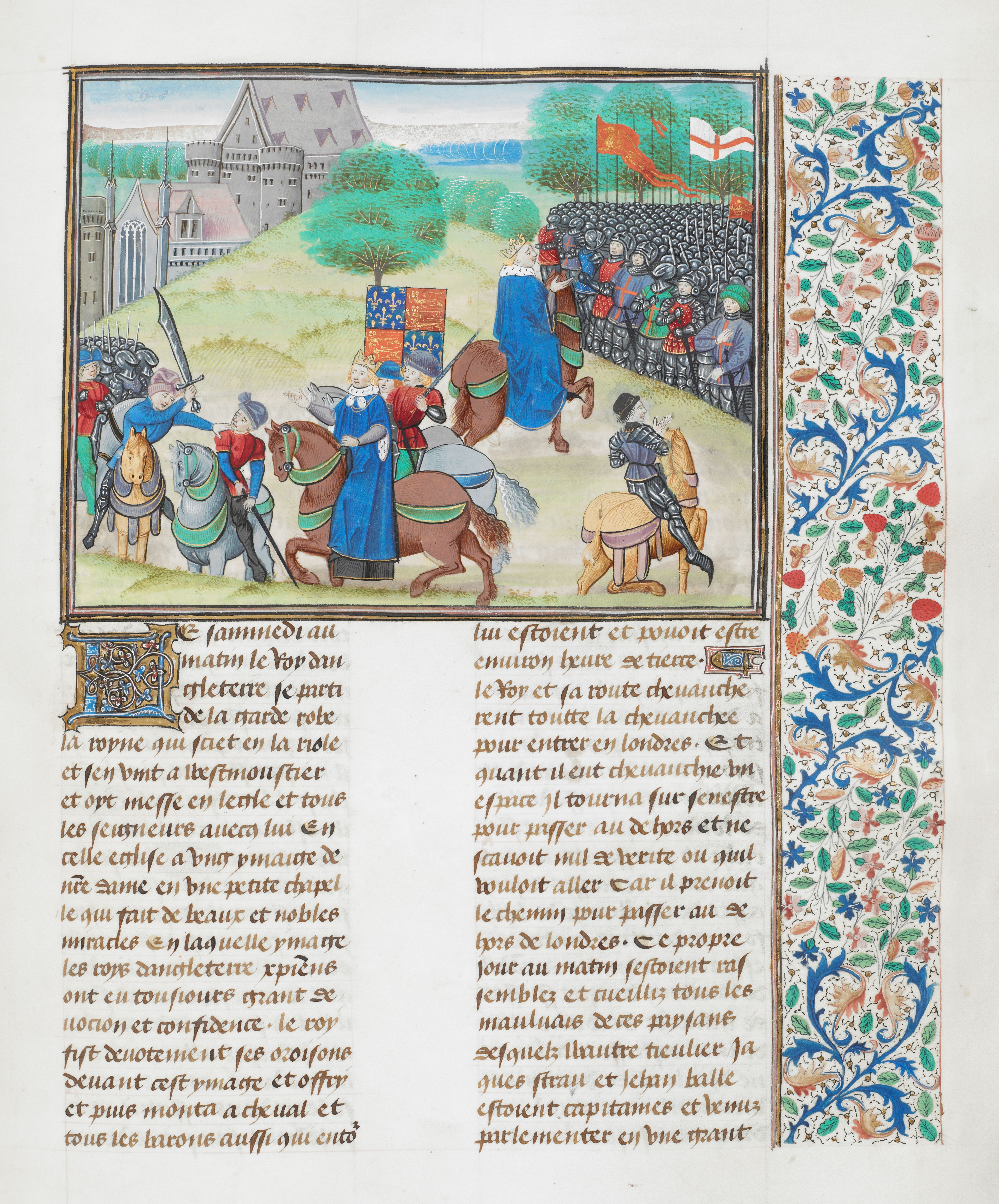
Manoscritto minato del 1480 circa, dal Libro II, rappresentante Riccardo II d'Inghilterra alla rivolta dei contadini e alla morte di Wat Tyler, 1381

Sotto alcuni degli importanti eventi contenuti nelle Cronache di Froissart:
Libro I 1322–1377
- Edoardo II deposto e salita al trono di Edoardo III (1327)
- Esecuzione di Ugo Despenser il Giovane (1326)
- Campagna di Scozia di Edoardo III (1327)
- Matrimonio di Edoardo III con Filippa di Hainaut (1328)
- Omaggio feudale di Edoardo III a Filippo VI di Francia (1331)
- Ricerca di alleati, da parte di Edoardo III, per una campagna nei Paesi Bassi contro Filippo VI di Francia
- Campagna di Thiérache (1339)
- Battaglia di Sluis (1340)
- Assedio di Tournai (1340)
- Guerra di successione bretone (1340-1364)
- Campagna del Conte di Derby in Guascogna (1344-1345)
- Battaglia di Crécy (1346)
- Assedio di Calais (1346-1347)
- Battaglia di Neville's Cross (1346)
- Battaglia di Winchelsea (1350)
- Battaglia di Poitiers (1356)
- Étienne Marcel guida una rivolta di mercanti a Parigi (1358)
- Jacquerie (1358)
- Grandi Compagnie
- Campagne di Edoardo il Principe Nero nel sud della Francia
- Campagna di Reims di Edoardo III (1359-1360)
- Trattato di Brétigny (1360)
- Battaglia di Brignais (1362)
- Morte del re Giovanni II di Francia (1364)
- Battaglia di Cocherel (1364)
- Battaglia di Auray (1364); fine della guerra di successione bretone
- Prima guerra civile castigliana (1366-1369): campagne del Principe Nero nella penisola iberica; battaglia di Nájera (1367); battaglia di Montiel (1369)
- Sacco di Limoges (1370)
- Battaglia di Chizé (1373)
- Morte del Principe Nero e di Edoardo III (1377); salita al trono di Riccardo II d'Inghilterra

Libro II 1376–1385
- Inizio dello scisma d'Occidente (1378)
- Rivolta di Gand (1379-1385)

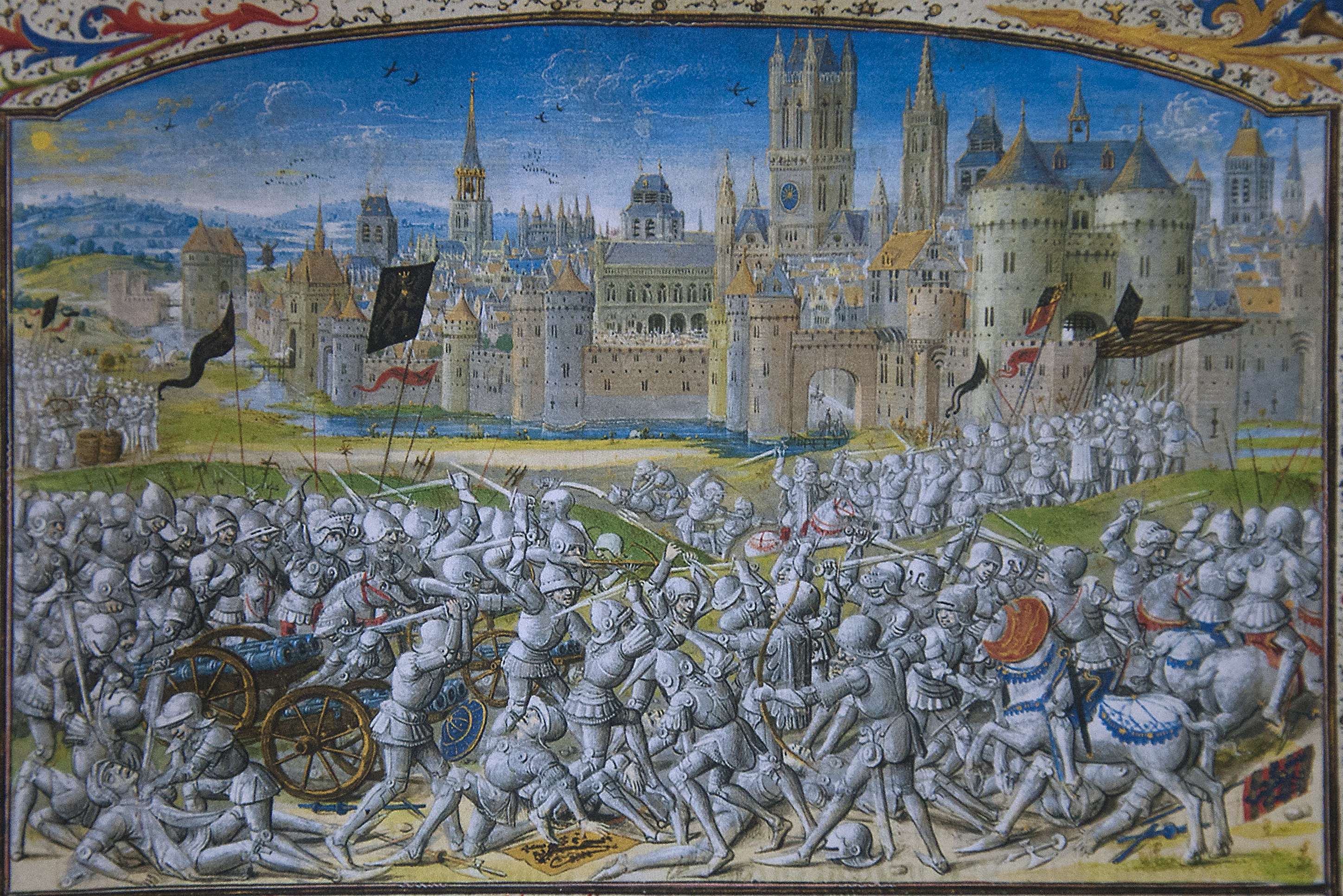
Cronache di Froissart, Battaglia di Beverhoutsveld.

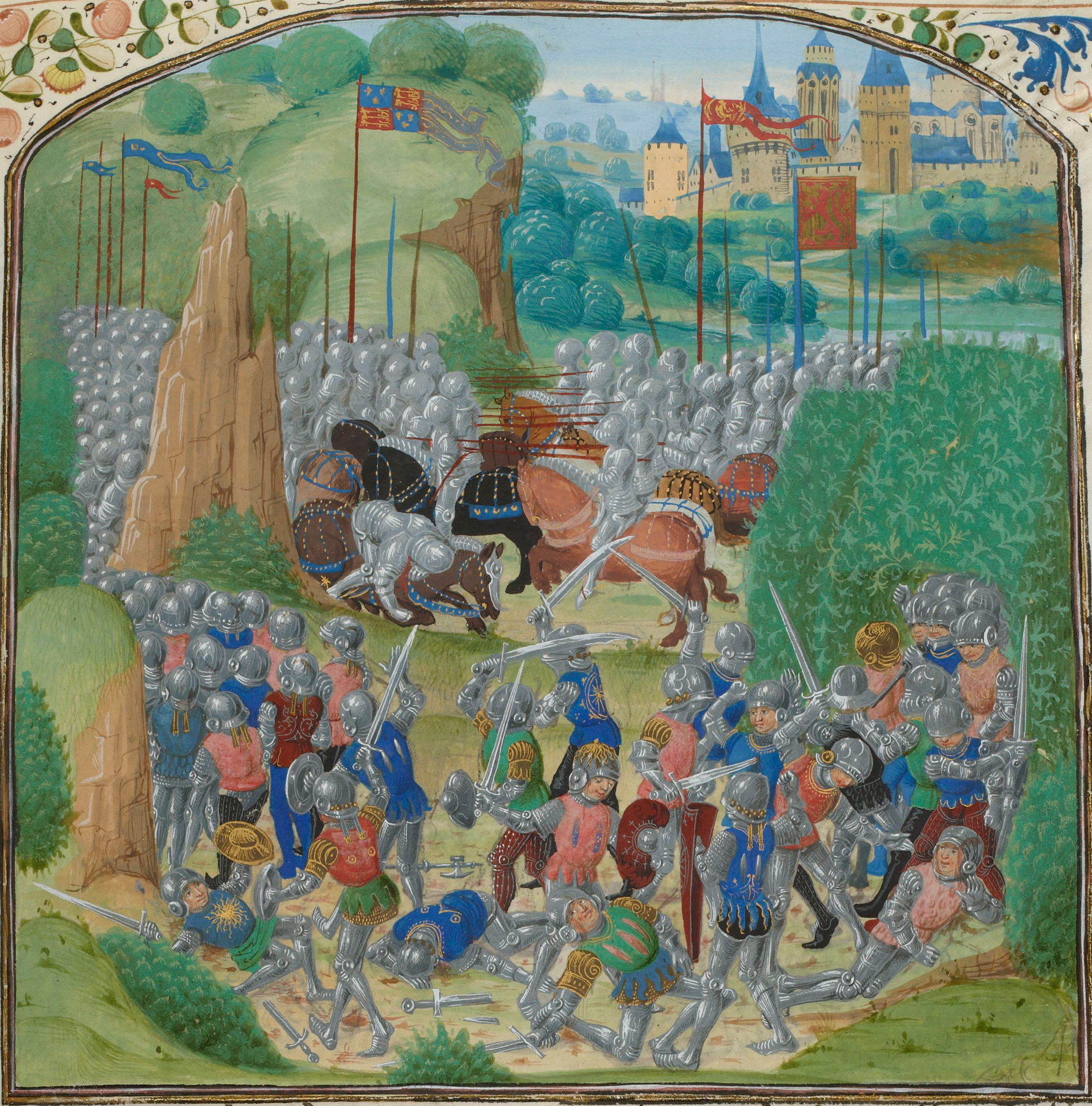
Battaglia di Otterburn. 1388

- Rivolta dei contadini in Inghilterra (1381)
- Battaglia di Roosebeke (1382)
- Matrimonio di Carlo VI con Isabella di Baviera

Libro III 1386–1388
- I preparativi francesi per un'invasione abortita dell'Inghilterra
- Il duello di Dio, ordinato dalla corte francese, tra Jean de Carrouges e Jacques Le Gris
- Riccardo II in conflitto con i suoi zii
- Battaglia di Otterburn

Libro IV 1389–1400
- Il Ballo degli Ardenti in una festa in onore di Isabella di Baviera
- Un torneo a Smithfield con Riccardo II
- Morte di Gastone III Febo
- La pazzia di Carlo VI
- Deposizione di Riccardo II e salita al trono di Enrico IV
- Battaglia di Nicopoli e massacro dei prigionieri

## Composizione e fonti
Froissart iniziò a scrivere il Libro I probabilmente su richiesta di Roberto di Namur, al quale venne dedicata la prima edizione. Nel prologo di questa versione del testo in prosa, Froissart giustificava la sua nuova impresa con il desiderio di migliorare i suoi primi tentativi di scrivere un resoconto storico dei primi anni della guerra dei cent'anni. In particolare, denunciò la sua precedente cronaca in rima, la cui accuratezza, ammise, non era sempre stata tanto importante quanto gli eventi principali della guerra e le prodezze cavalleresche. Per migliorare la qualità e l'accuratezza storica del suo lavoro, Froissart dichiarò la sua intenzione di seguire, ora, come sua fonte principale i Vrayes Chroniques di Jean Le Bel, che aveva espresso feroci critiche sui versi come adatto veicolo per la scrittura di storia seria. Froissart utilizzò anche altri testi, come La vita del Principe Nero di Chandos Herald, in particolare per la campagna di questi in Spagna nel 1366-1367. Inserì inoltre nel suo testo alcuni documenti ufficiali, tra cui l'atto di omaggio di re Edoardo III al re francese Filippo VI di Francia (1331) e la versione inglese del Trattato di Brétigny (1360).

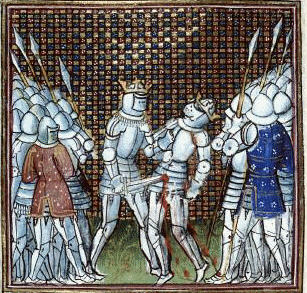
Enrico II uccide il suo predecessore re di Castiglia e León, Pietro I di Castiglia, in una precedente illustrazione presa da Besançon, BM, MS 864 (ca. 1410-1420)

Le Bel aveva scritto la sua cronaca per Giovanni di Beaumont, zio di Filippa di Hainaut, che era stato un sostenitore di Isabella di Francia e della ribellione che portò alla deposizione di Edoardo II nel 1326. Anche Jean di Hainault aveva preso parte a molte delle prime battaglie della guerra dei cent'anni, prima dal lato inglese e poi da quello francese. Suo nipote, Guido II, conte di Blois divenne in seguito il principale mecenate delle Cronache di Froissart. Lo stesso Jean Le Bel espresse grande ammirazione per Edoardo III, per la battaglia di Stanhope Park del 1327 contro gli scozzesi. Per tutte queste ragioni, Froissart deve avere molto apprezzato la cronaca di Le Bel come fonte di informazioni affidabili sugli eventi che portarono allo scoppio della guerra tra Francia e Inghilterra e sulle prime fasi della guerra dei cent'anni. Il confronto del Libro I di Froissart con l'opera di Le Bel mostra che per le prime parti delle Cronache (fino al 1360 circa) Froissart spesso copiò direttamente o sviluppò parti molto ampie del testo di Le Bel.
Froissart sembra avesse scritto una nuova bozza del libro I, che copre il periodo fino al 1378/1379, in diversi momenti nel tempo. Molte di queste varianti sono ora note agli studiosi dai manoscritti unici che hanno trasmesso i loro testi, come quelli di Amiens, di Valenciennes e Roma, cosiddetti in quanto presenti nelle biblioteche comunali di Amiens e Valenciennes e nella Biblioteca apostolica vaticana. La cosiddetta versione Roma del Libro I è sopravvissuta solo in parte e ora copre il periodo fino a circa il 1350.
L'ordine delle versioni autoriali del libro I è stato ampiamente discusso dagli studiosi negli ultimi 150 anni e ci sono stati molti disaccordi fondamentali. Gli studiosi francesi hanno spesso seguito Siméon Luce, l'editore francese del XIX secolo delle Cronache, il quale pensava che la versione "Amiens" fosse una versione più recente che doveva seguire le versioni "A" e "B" nel cronologia. Ma la ricerca di Godfried Croenen ha ora stabilito con fermezza che queste precedenti opinioni non sono più sostenibili. Croenen ha dimostrato che la cosiddetta versione "A" identificata da Luce, è in realtà una versione ibrida composta da amanuensi medievali che hanno messo insieme il principio e la fine della versione autoriale "A", combinandola con una parte molto più ampia della cosiddetta versione "B", e un frammento della Grandes Chroniques de France che copre gli anni 1350-1356. La versione autoriale "A", che ora è in gran parte perduta tranne che per i frammenti iniziali e finali, è la prima versione del Libro I scritta da Froissart e probabilmente da lui composta tra giugno e dicembre 1381.
Le versioni "Amiens" e "Valenciennes" sono precedenti alla cosiddetta versione "B". La versione di "Amiens" e la riduzione del Libro I furono probabilmente entrambe scritte nel periodo 1384-1391, ma la versione "Amiens" sembra la prima delle due. La versione "B" fu quella curata da S. Luce per la Société d'Histoire de France e che rappresenta quella che viene spesso vista come la versione "standard" del Libro I. Lo stesso Luce era convinto che la versione "B" rappresentasse il primo stato completato del Libro I e che fosse quindi anteriore al testo "Amiens". Le prove del testo, tuttavia, argomentano fortemente per una data di composizione entro il 1391 o poco dopo, quindi sicuramente più tardi rispetto alla versione "Amiens", e prima del 1399.
La versione "B" fu seguita dalla versione "C" del Libro I, scritta tra il 1395 e il 1399, che fu a lungo considerata perduta, mentre sopravvive in un singolo manoscritto ora nella Newberry Library di Chicago. La versione di "Roma" fu scritta verso la fine della vita di Froissart, al più presto verso la fine del 1404 e probabilmente qualche tempo prima del 1415.

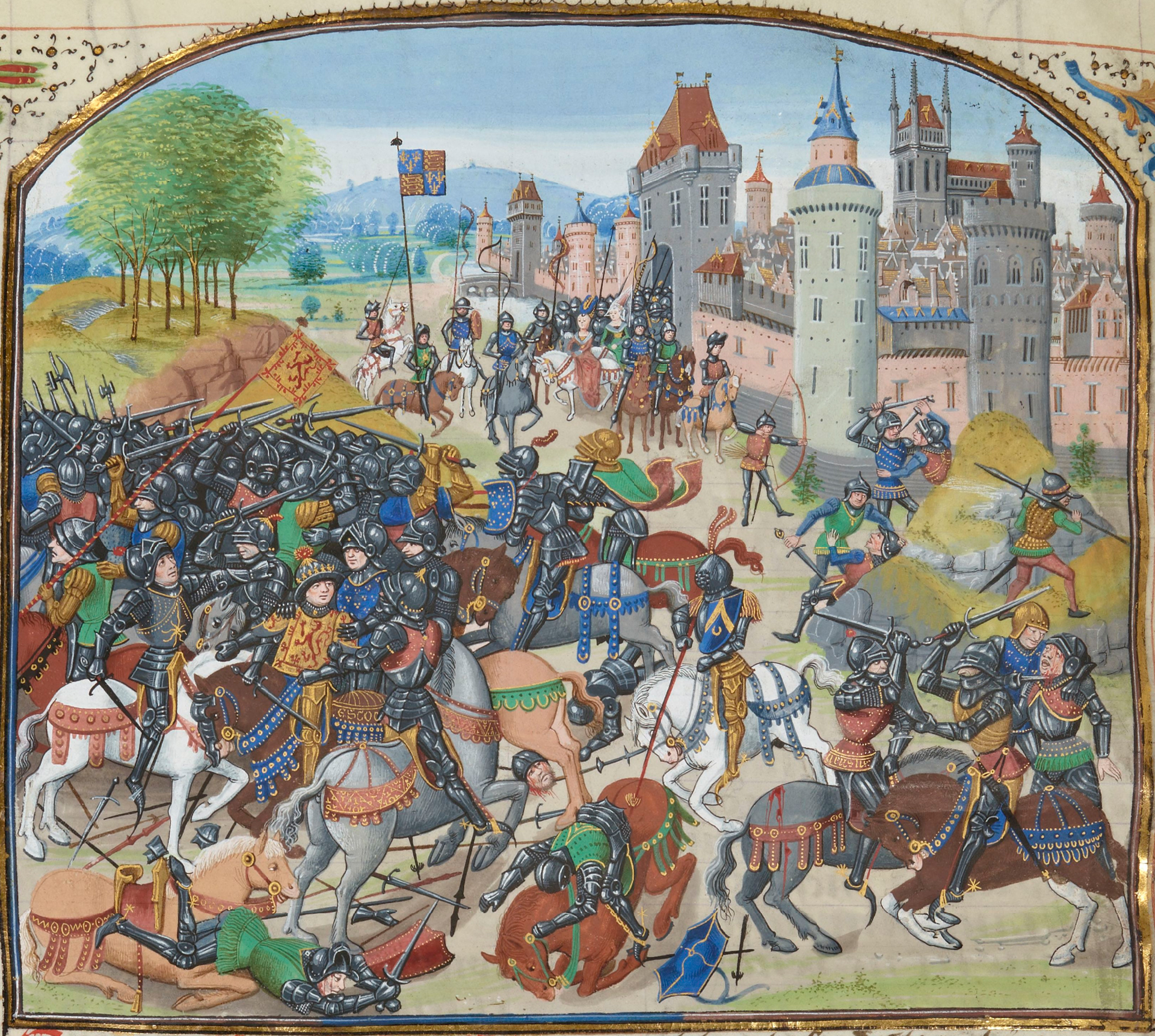
Battaglia di Neville's Cross, 1346, da (BnF Fr 2643-6) manoscritto Gruuthuse.

Una prima versione del Libro II delle Cronache di Froissart, che nella mente dell'autore non sembra essere mai stato un libro separato ma piuttosto una continuazione del primo che copre il periodo 1378-1385, fu probabilmente completata alla fine degli anni 1380. Non sembra essere stata basata su altre cronache preesistenti ed è quindi interamente opera di Froissart. Il Libro II, tuttavia, include un resoconto esteso della rivolta fiamminga contro il conte negli anni 1379-1385, che Froissart aveva precedentemente composto come testo separato e che è noto come  Cronaca delle Fiandre, dove inserì diversi documenti ufficiali, anch'essa contenuta nel Libro II delle Cronache, tra cui il testo della Pace di Tournai (1385) che ristabiliva la pace tra le città fiamminghe e il loro conte.
Come già fatto per il Libro I, anche per i successivi sembra che Froissart abbia riscritto nuove versioni delle Cronache. Oltre alla Cronaca delle Fiandre, sopravvivono almeno tre versioni autoriali del libro II. La maggior parte dei manoscritti contiene una delle due versioni precedenti, che ha un testo quasi identico, fatta eccezione per un piccolo numero di capitoli in cui vi sono differenze sostanziali. I manoscritti di queste due versioni precedenti hanno fornito le basi per tutte le edizioni moderne.
Esiste anche una versione successiva del Libro II, che risale al 1395 e sopravvive solo nel manoscritto di Newberry che contiene anche la versione "C" del Libro I. La versione di Newberry del Libro II è sostanzialmente diversa dalle altre versioni conosciute ed è senza dubbio il risultato di un'ampia rielaborazione dell'autore del testo, che include l'aggiunta di materiale importante che non appare nelle altre versioni. Il testo di Newberry non è completamente modificato, ma venne parzialmente trascritto.
Una prima versione del Libro III, che copre gli anni dal 1385 al 1390, ma che include anche un esteso ritorno ai periodi precedenti, fu probabilmente completata nel 1390 o 1391 ed è quella che si trova in quasi tutti i manoscritti sopravvissuti. Una seconda versione esiste in un singolo manoscritto. Questa seconda versione è probabilmente una rielaborazione successiva dello stesso Froissart piché segue lo schema che si trova nelle diverse versioni autoriali del libro II, con molti capitoli rimasti invariati e alcuni che sono stati ampiamente riscritti.
Il Libro IV, il cui testo risale all'anno 1400, rimane incompleto e probabilmente era stato, come la versione "Roma" del Libro I, scritto dopo il 1404. È probabile che la brusca conclusione del Libro IV sia spiegata con la morte di Froissart, che potrebbe essersi verificata mentre stava scrivendo questa parte delle Cronache.

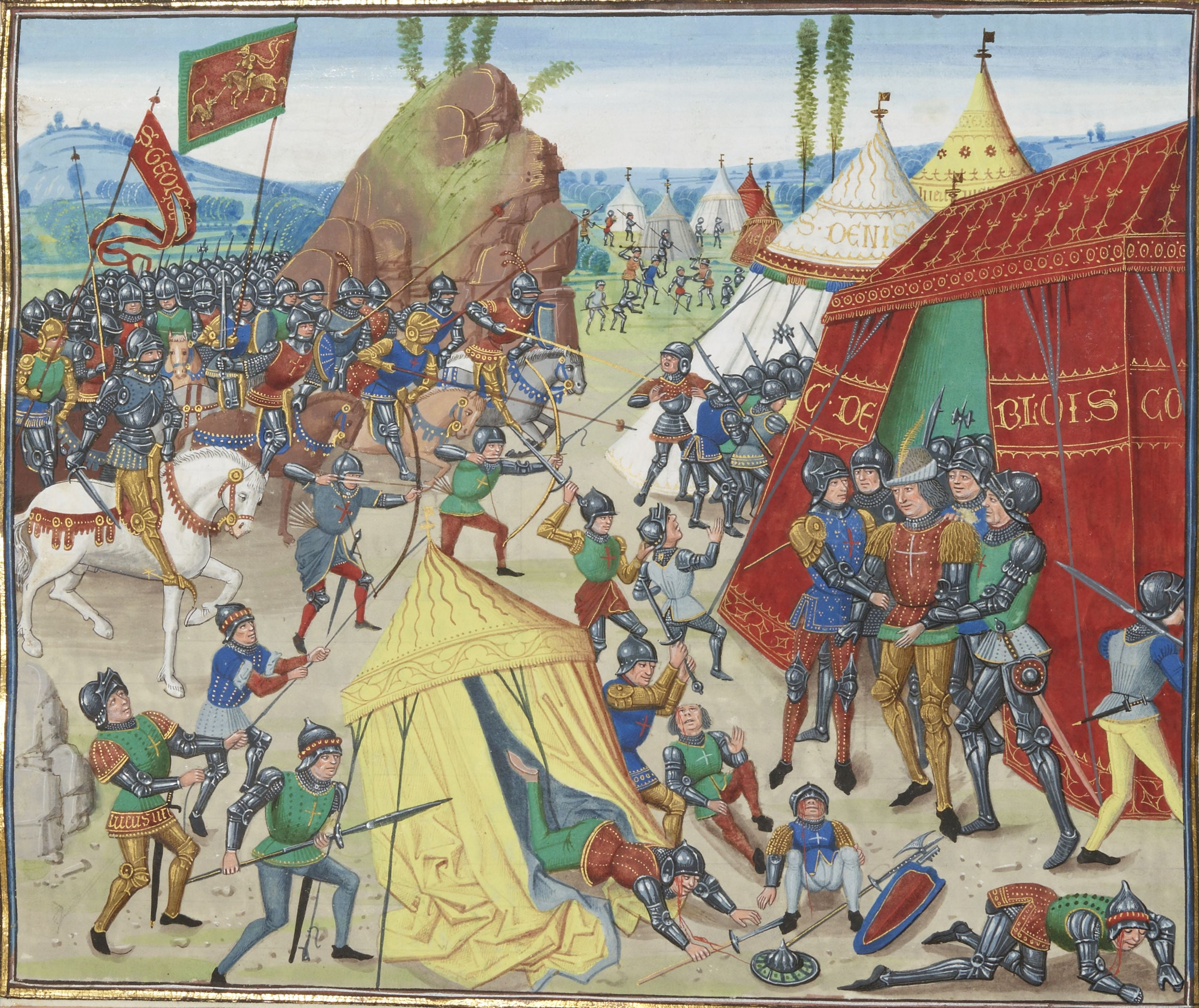
Cattura del duca di Bretagna alla Battaglia di La Roche-Derrien, 1347

Il Libro IV è stato trasmesso in 21 manoscritti, tutti rappresentanti un'unica versione autoriale. Il testo mostra tracce di essere una copia, non dell'autore ma di qualcuno che sembra aver preparato un testo, possibilmente autografo, per la riproduzione. A differenza degli altri tre libri delle Cronache, il Libro IV sembra essere rimasto sconosciuto per molto tempo, fino a quando non fu scoperto, nella seconda metà del XV secolo, quando furono realizzate le prime copie manoscritte del testo e questo iniziò a circolare nella corte dei Duchi di Borgogna.

## Manoscritti miniati
Le Cronache divennero quasi immediatamente popolari tra la nobiltà e molti manoscritti furono miniati in modo costoso. Nel primo quarto del XV secolo molte copie illustrate del libro I, così come alcune copie dei Libri II e III, furono prodotte dagli editori parigini. Quasi la metà di queste copie sopravvissute può essere collegata a un particolare "libraire", chiamato Pierre de Liffol. Sono diverse mani artistiche che possono essere rilevate in queste copie, ma due pittori anonimi di miniature sembrano distinguersi come collaboratori regolari nella produzione di Liffol: Boethius Master e Maître de Giac.
Ci fu un ritorno di interesse dal 1470 circa nei Paesi Bassi e nella Borgogna, e alcuni dei più estesi cicli di miniature fiamminghe furono prodotte per illustrare le Cronache di Froissart. Diverse copie complete dei quattro libri, così come tutti i manoscritti illustrati del Libro IV, risalgono a questo periodo. Mentre le illustrazioni più antiche sono per lo più semplici e formali, con sfondi decorati, le immagini più grandi di questo periodo successivo sono spesso piene di dettagli e hanno una vasta visione del paesaggio, degli interni o delle città nei loro sfondi. La maggior parte delle immagini proviene da questo periodo. Una delle copie più riccamente illustrate fu commissionata da Louis de Gruuthuse, un nobile fiammingo negli anni 1470. I quattro volumi di Froissart di Louis di Gruuthuse contengono 110 miniature dipinte da alcuni dei migliori artisti dell'epoca a Bruges. Tra questi c'è Loyset Liédet, che è stato identificato come il pittore che ha eseguito le miniature nei primi due volumi. Quelli del terzo e quarto volume sono stati attribuiti a una collaborazione tra Maestro di Antonio di Borgogna, "Maestro del libro di preghiere di Dresda" e "Maestro di Margherita di York". Molte delle illustrazioni di questa voce provengono da questa copia.